# Thomas Clayton Wolfe - Cartas
 Thomas Clayton Wolfe (3 de octubre de 1900 – 15 de septiembre de 1938) fue un importante novelista estadounidense del siglo XX. 
Maxvell E. Perkins, jefe lector de la editorial Charles Scribner's Sons, Nueva York, primera editorial de Wolfe, comenzó en 1945 a reunir cartas del escritor. Se encuentran en gran parte depositadas en las bibliotecas de las universidades Universidad de Carolina del Norte y Harvard en las que el novelista cursó estudios. Una importante selección de estas cartas y de otras que se encontraban en posesión de sus receptores o de coleccionistas fueron publicadas por la mencionada editorial en 1946 con el título The Letters of Thomas Wolfe. 
John S. Terry, su amigo desde que cursaron juntos estudios en la Universidad de Carolina del Norte, reunió una valiosa colección de cartas escritas por Wolfe a su madre, Julia E. Westall, siendo publicadas por Charles Scribner's Sons en 1943 con el título Thomas Wolfe's letters to his mother.
Este artículo contiene retazos de dichas cartas.

## Niñez
Su madre irá a Washington con su hija Mabel a ver la ceremonia de toma de posesión de la presidencia por Roosevelt. Su madre lo llevó en 1912 a la del presidente Wilson:
Espero que tengáis un buen día y que encontrarás un buen sitio, de pie o sentada, en la muchedumbre para verlo todo. Creo que podría llevarte hoy, después de veinte años, casi exactamente al lugar en el que estuvimos entonces, viendo pasar a Woodrow Wilson para su toma de posesión, acompañado por el presidente Taft...Yo estaba delante de ti, al borde del cerramiento, presionado contra la soga y tenía miedo de moverme o de respirar ya que detrás de mí se encontraba un malhumorado yankee con su mujer que continuamente decía: "Podremos ver algo del desfile si este pequeño crío se queda quieto un par de minutos"...nunca lo he olvidado. Todo el tiempo tenía un susto de muerte y mientras pasaban las tropas y los hombres importantes no quería ni respirar con fuerza para no molestar al malhumorado y a su mujer.

## Universidad Carolina del Norte
Wolfe comenzó en 1916 sus estudios en la Universidad de Carolina del Norte, Chapel Hill, y al año siguiente, Estados Unidos entró en guerra. En sus universidades fueron de inmediato reclutados los estudiantes en edad militar e instruidos como oficiales; los demás también hicieron prácticas militares. A su madre:
Los ejercicios militares precisan de 15 horas cada semana. Por ello, no solamente estoy muy ocupado sino también muy cansado cuando llega la noche. Estamos cavando ahora delante de la ciudad todo un sistema de trincheras. Comparando, los trabajos en el jardín arrancando malas hierbas eran paradisíacos.

## Harvard
En 1920 consiguió convencer a su madre, no a su padre, para que le facilitase medios económicos para matricularse en Harvard. Era muy famoso el curso "English 47", conocido como "Taller 47", dado por George Pierce Baker y dedicado al arte dramático. Se admitían solo 12 alumnos que solían ser escritores que ya tenían obras dramáticas y querían perfeccionarse y pedían su admisión con un año de antelación, con el envío de algunas de sus obras. Sin reunir esas condiciones, le fue negada la matriculación pero se dirigió a Backer, quien quedó sorprendido, pero al captar de inmediato su valor intelectual, lo aceptó como alumno. A su madre: 
Me ha dicho que al participar en su curso lo hago con la intención de llegar a ser autor de obras teatrales y que si estoy dotado con genio para ello, hará que yo llegue a serlo. Así que voy a ser aceptado en el santo círculo del "Taller 47".

## Su hermano Ben
Era ocho años mayor que él, gemelo de Groover. Fue el único de la familia, padres incluidos, que realmente le entendió. Falleció víctima de la llamada gripe española en 1917. A su madre:
Para mí la vida en casa se hizo prácticamente imposible cuando murió Ben.

## Asheville
Editado "Look Homeward, Ángel" con gran éxito en 1929, fue muy mal recibida la obra en su ciudad natal Asheville, dado que muchos ciudadanos consideraban haber sido retratados de modo muy desfavorable. Extrañado por ello, a su hermana Mabel:
¿No tiene valor para las gentes de casa que críticos honestos e inteligentes hayan encontrado bello e interesante mi libro?...¿Es que de verdad hay quien cree que durante casi dos años trabajando, sudando sangre, adelgazando, pasando frío y suciedad noche tras noche en una buhardilla, lo he hecho únicamente para desacreditar a tal o cual persona?

## Europa
Realizó seis viajes, siempre en barco, a Europa. El último fue en julio de 1936 con el trasatlántico Bremen de la compañía naviera alemana Norddeutschen Lloyd. Para pagarse el pasaje que costaba 150 dólares acordó con la editora de la revista The Seven Seas, perteneciente a esa naviera, escribir para ella dos cortos relatos sobre Alemania al volver de su viaje. Pero luego Wolfe no quiso entregar los artículos, enviando a la compañía un cheque de 150 dólares y justificando ante la editora los motivos por los que no podía entregarlos:
Sin lugar a dudas este verano me ha entregado materia para escribir no dos sino treinta artículos...pero todo lo que escribo forma parte del tejido de mis vivencias, de lo que he visto, pensado y vivido, por lo que no me resulta inteligente desmembrar de ello el tema de los dos artículos prometidos ya que ha de pertenecer a la obra en la que estoy inmerso.

## Nápoles
A su madre:
Esto es Nápoles, una ciudad de alrededor de un millón de habitantes. A lo lejos se ve el Vesubio y una parte del golfo de Nápoles. Es muy bello pero lleno de sucios, desastrados, ruidosos, ladronzuelos, pedigueños italianos.

## Munich
Encontrándose en Munich en octubre de 1928, al acudir una noche a la peculiar fiesta de la cerveza, se halló envuelto en una pelea de la que salió muy mal parado. A Aline Bernstein:
Había bebido ocho o diez litros y estaba completamente borracho. Fui el lunes al hospital y hoy me han dejado salir. Tenía una ligera contusión cerebral, cuatro heridas en la cabeza y una nariz rota. Mi cabeza se ha curado muy bien y la nariz está mejorando rápidamente...tengo la cabeza rapada como un monje, quiero decir que con mi cuero cabelludo lleno de cicatrices y con los negros pelos que empiezan a brotar, parezco un mísero monje.
A su madre:
No estaba en disposición de escribirte antes. Sufrí un accidente en Múnich y tuve que estar varios días en el hospital. Mi nariz estaba rota y tenía varias heridas profundas en la cabeza, algunas más pequeñas en la cara.
A Maxvell E. Perkins:
En Múnich conseguí escribir de treinta a cuarenta mil palabras, después sufrí una herida en la cabeza y una nariz rota, los acontecimientos se precipitaron, tuve que hablar con mucha gente, incluso con la policía.
A su antigua maestra Margaret Roberts, tras mencionarle que tuvo una extraña y terrible aventura en Múnich:
...fui a Oberammergau donde se me volvió a abrir una de mis heridas de la cabeza y me atendieron el hombre que interpreta a Pilatos, es médico, y también Judas y una mujercita de casi ochenta años, casi tan loca como yo...

## F. Scott Fitzgerald
A Maxvell E. Perkins:
...el pasado domingo estuve por primera vez con Scott Fitzgerald. Me llamó a mi hotel y lo fui a visitar a su casa para comer; estuvimos juntos toda la tarde y ambos bebimos en grandes cantidades. 
A A.S. Frere-Reeves, lector de la editorial William Heinemann Ltd:
...Scott Fitzgerald me ha telegrafiado esta mañana, que acaba de leer sin interrumpir mi primer libro durante veinte horas y que ha quedado "emocionado y agradecido". Espero que se arrepienta y lleve en adelante mejor vida.
A Hamilton Basso, novelista:
Sobre Scott estoy igualmente triste como usted. Si se pudiese hacer algo por él, ¿pero qué?...He pensado últimamente sobre su carrera y de algún modo creo que la mayor desgracia de su vida consiste en ser una persona con suerte. Los más de nosotros tenemos que trabajar duro y sufriendo en nuestra vida y únicamente esperar a que a la señora Fortuna le sobre algún día una herradura para nosotros. Pero a Scott le llovieron encima desde el principio todas las herraduras de la caballería, lo cual quizás le ha hecho inservible para todo lo que vino después.

## Aline Bernstein
Diseñadora de vestimenta y decorados de teatro en Nueva York, conoció a Wolfe durante un viaje en barco desde Nápoles a Nueva York en 1925. Se relacionó sentimentalmente durante cinco años con el novelista y tuvo una importante influencia sobre él en los años en los que produjo "Look Homeward, Angel". La relación se fue haciendo difícil y Wolfe la rompió en 1930. A Aline Bernstein:
Nos hemos conocido durante cinco años y yo sé que jamás volveré a vivir algo que sea comparable con la intensidad y la pasión de mi sentir por ti. Pero ya no podemos continuar. Esto ha roto mi fuerza vital pero voy a ver si consigo ponerme otra vez de pie. Para mí solo hay una cosa que hacer: trabajar. Si aun poseo lo que necesito para hacerlo, se verá. Si no, estoy perdido. Tu tienes tu trabajo, tu tienes tus hijos, tu tienes tus amigos y tu familia. Si soy para ti la tortura que me dices que soy en tus cartas y telegramas, entonces solo puedo contestarte: dedícate totalmente a las cosas que te han quedado. Una carta tan corta como esta no puede resultar más que cruda y brutal pero tu sabes lo que siento y que con mi amor te he dado lo que hay en mí. 

## Batalla de Gettysburg
Un hermano de su padre había sido soldado federal y muerto en esta batalla mientras que varios familiares de su madre habían participado en el bando sureño. Wolfe había visitado el lugar. A su madre:
En verano, en otoño y supongo que también en primavera, es un lugar muy bello y que precisamente fue realizado así por Dios o el diablo para que fuese campo de batalla.

## Tratado de Versailles
Primer viaje a Europa. A su madre sobre los franceses:
Nos culpan de haber entrado a participar en la guerra para ganar aún más dinero; que lo hicimos casi al final para salvar nuestra cara y nuestra retirada; de haber enviado a Wilson, al que lo mismo llaman loco como sinvergüenza, para hacer una paz que les había de destruir. Naturalmente que el pobre Wilson tuvo que ver muy poco con todo esto; la paz que se hizo y por la que ahora tienen que pagar es la obra de los sinvergüenzas que ellos entonces tenían al timón.

## Adolfo Hitler
El 30 de enero de 1933 fue elegido Hitler canciller de la República de Alemania, convirtiendo en pocos días su gobierno en dictadura. A su madre:
Mi libro se editó a principios de marzo en Alemania, según me escribió el editor, pero desde entonces no he vuelto a oír nada de él y no sé si con el golpe de estado que tienen, la venta quedará perjudicada.

## PreguerraSegunda Guerra Mundial
Al escritor Jonathan Daniels, compañero de la Universidad de Carolina del Norte:
La gran maquinaria de guerra está terminada y marcha veloz, cada vez es mayor y poderosa y si continúan así, apenas es posible imaginarse como van a conseguir controlar esa poderosa maquinaria.
A su amigo y escritor Dixon Wecter que le anima a realizar otro viaje a Europa:
Lamentablemente apenas veo posibilidad de realizar tan largo viaje antes de que haya dejado detrás de mí ese gran trabajo (se refiere a su novela "The Web and the Rock"). Cuando abro el periódico y leo sobre las trágicas y confusas situaciones en la Europa de hoy, me pregunto a veces si todos, los que tienen posibilidad de hacerlo ahora, inmediatamente vuelvan otra vez allá antes de la gran explosión. Espero, naturalmente, que no llegará la explosión.Pero a veces tengo la sensación de que únicamente un milagro podrá evitarla.

## Finanzas
A su editor alemán Heinz Ledig-Rowohlt, ante la dificultad de que el gobierno alemán autorice que le sea transferido el importe de sus derechos por la edición alemana de "Look Homeward, Ángel", le cuenta sobre su penosa situación financiera:
No acepté el pasado año las numerosas invitaciones para realizar giras de conferencias y también la oferta de asentarme en Hollywood y escribir para el cine, a pesar de que con ello habría podido ganar muchos miles de dólares, mucho más de lo que me llegarán a producir mis libros...
Al escritor Jonathan Daniels, compañero de la Universidad de Carolina del Norte sobre su último viaje a Alemania:
...no tenía otra posibilidad de hacerme con mi dinero si no iba allá y lo gastaba en ese país.
A su hermano Fred sobre su situación económica durante los últimos ocho años:
Tenía muy poco dinero y tras haber gastado los porcentajes de "Look Homeward, Angel", me mantenía con los honorarios de algún que otro relato que me publicaban y de los adelantos que me daba Scribner. Tenía por lo tanto continuamente la sensación de que vivía endeudado con mi editor y estaba obligado a corresponderle.

## Vestimenta
A su madre:
Además, te quiero agradecer tu útil y bienvenido regalo, los calcetines y las corbatas. Llegaron precisamente cuando de verdad los necesitaba y me han dado un buen servicio.

## Matrimonio
A su madre, desde Inglaterra, trabajando en su "Look Homeward, Ángel", tras manifestar lo mucho que echa en falta a su patria:
Por primera vez en mi vida he pensado en casarme y me he preguntado si en algún lugar existirá una agradable muchacha que me pudiese tomar: estoy cansado de tanto vagabundear y estar solo, pero antes tengo que ver cómo acabo con el trabajo que estoy realizando.
Estando el verano de 1936 en Berlín, el periódico "Berliner Tageblatt" le hizo una entrevista en su hotel, estando el periodista acompañado por Thea Voelcker, artista dibujante que le retrató durante la sesión. Era una mujer de tipo nórdico, alta y fuerte, el tipo de mujer que a Wolfe le gustaba. Pero no le gustó el dibujo que le hizo ya que le pareció que le había retratado con cara de cerdo. Días después volvió a encontrarla en una fiesta y al día siguiente marchó con ella a pasar unos días en una cabaña en Alpbach en el Tirol austriaco. Pero allí riñó con ella y volvió sólo a Berlín, también lo hizo ella y se reconciliaron. Cuando en septiembre Wolfe embarcó a Estados Unidos tenía intención de gestionar la entrada de la mujer en su país para contraer matrimonio con ella pero lo olvidó, limitándose a escribirla durante un corto tiempo. Le escribe:
Nunca olvidaré Alpbach. Cambie como quiera el destino del mundo, nos traiga dolor y guerra que quizás todavía tengamos que vivir, siempre será bueno saber que en el mundo existe algo como ese mágico, silencioso lugar Alpbach.

## Humor
A Helen T. Moore, antigua amiga de juventud en Asheville, a la que cuenta cómo se imagina su vejez viviendo en la montaña:
Necesitaré únicamente una confortable cabaña con terraza y mucha sombra. Y si además consigo encontrar una buena, fuerte muchacha dispuesta a compartir mi dura suerte, es decir, llevar el trabajo casero, traer agua del pozo, cocinar, lavar y planchar, subir los alimentos desde el valle, cortar leña en el bosque, en fin, preocuparse de que haya orden en la casa mientras yo estoy sentado en la terraza y gozo el paisaje que ofrecen las montañas, todo estaría resuelto. ¿Conoces por casualidad a alguien que reúne estas condiciones?...Le puedo ofrecer un trabajo agradable, no más de dieciocho horas al día, además techo si entiende de carpintería y sabe arreglarlo y abundante y sana comida si puede cocinarla.

## Viaje en avión
A su madre:
No hace mucho recibí de un periódico de Nueva York una invitación para viajar gratis ida y vuelta a Chicago pero no lo pude aceptar ya que tenía otro compromiso. Me gustaría que volviese otra vez la ocasión para hacerlo. Se puede despegar aquí a las dos de la tarde y se está allí cuando cae el sol. Si lo he entendido bien, estos últimos tipos de aviones son capaces de realizar esas mil millas en aproximadamente seis horas. Estoy seguro que este modo de viajar será algo completamente normal para todos nosotros dentro de diez años.

## Look Homeward, Angel
Perkins ha leído su manuscrito y ha tenido con él su primera entrevista, a su antigua maestra Margaret Roberts:
Y dijo que el libro era algo nuevo y original y que por su forma no podía tener una unidad en el sentido ortodoxo pero a pesar de ello había unidad en él, y se basaba en personas salvajes -la familia,- vistas por los ojos de un extraño, salvaje muchacho. Que estas personas - parientes, amigos y ciudadanos - eran grandiosos, tan reales como apenas antes había leído de otros.

## Of Time and the River
A Maxvell E. Perkins, trabajando en esta obra pero que no fue editada hasta 1935:
Es una historia grandiosa, empleo en ella todo lo que he vivido y descubierto, es como una saga.
A su hermano Fred: 
El libro en el que trabajaba se desarrolló monstruosamente, en vez de un libro salieron cuatro o cinco y hasta que hube terminado el primero y pudo ser publicado, pasaron cinco años. Casi todo ese tiempo viví en Brooklyn y trabajando como un perro.

## The Web and the Rock y You Can't Go Home Again
Antes de fallecer tenía de estas dos obras unos meses muy adelantados los manuscritos, compuestos por unos dos millones de palabras, y que versaban sobre su nuevo protagonista George Webber pero aún no se había definido sobre qué partes habían de pertenecer a uno u otro de los títulos, ni tampoco el nombre que habían de recibir. A su agente Elisabeth Nowell desde Nueva York, dudando sobre si entregarlos ya a su nueva editorial Harper & Brothers.
No estoy ni mucho menos inseguro pero se me hace un poco como si quisiera enseñar los huesos de un animal prehistórico a alguien que nada sabe de él.

## The Hills Beyond
Tenía intención de novelar basándose en sus antepasados pero solo pudo escribir los primeros capítulos que se publicaron en 1941 bajo el título "The Hills Beyond". A su madre:
Si llega la ocasión en la que no tengas nada que hacer, te pediría que completamente a tu gusto escribieses tus recuerdos sobre las diversas ramas de tu familia. Me refiero menos a los que hoy viven ya que creo que de ellos estoy suficientemente informado sino más a las antiguas ramificaciones ocurridas en tiempos de tu padre y de tu abuelo, incluso antes de ese tiempo, si también sabes algo de él. Por ejemplo, me gustaría mucho tener la lista de los veinte o más hijos que tu abuelo tuvo de sus dos matrimonios y lo que ha sido de ellos, donde se asentaron, a qué partes del país se dirigieron y todo lo demás. Ya me contaste una vez mucho sobre ello pero resultó tan revuelto que no conseguí conservarlo en mi memoria. Te pido ahora que lo hagas ya que algún día, cuando haya realizado los libros en los que ahora trabajo, quizás pueda todo eso emplearlo para un libro, en el cual, con los destinos de cien miembros de una única familia, intentaría representar toda la historia de América.